# Komitee für Touristik und Wandern
Das Komitee für Touristik und Wandern (KTW) war ein von 1956 bis 1974 bestehendes staatliches Organ der Deutschen Demokratischen Republik (DDR), dessen Aufgabe „die Förderung der Körperkultur, des Schul- und Volkssports und der Touristik“ war.

## Geschichte
Am 22. November 1956 wurde auf Beschluss des ZK der SED das Komitee für Touristik und Wandern gegründet. Die Aufgaben bestanden hauptsächlich in der Organisation von Jugendreisen, Erholungsreisen und Ferienlagern innerhalb der DDR. Dabei wurde unter anderem geholfen, alle touristischen Maßnahmen der FDJ, des FDGB, des DFD, des Kulturbundes, des DRK, des DTSB und der Pionierorganisation Ernst Thälmann zu koordinieren. Den Planungs- und Kontrollbedürfnissen einer sozialistisch verwalteten Gesellschaft gemäß wurde auch das „Kulturgut“ Touristik vorwiegend staatlich organisiert. Das KTW war an die Jugendabteilung des Ministerrates der DDR angegliedert, jedoch nicht offiziell weisungsbefugt.
Das Komitee war zusätzlich an der Herausgabe von Wanderkarten, Reiseführern und der Zeitschrift „Unterwegs“ beteiligt. Das KTW koordinierte auch die X. Weltfestspiele 1973. Seinen Sitz hatte das Komitee im selben Gebäude wie der Zentralrat der FDJ, dem Berliner Zollernhof.
Auf dem VIII. Parteitag der SED 1971 forderte Erich Honecker, künftig alles „für das Glück des Volkes zu tun“; dazu zählte auch, die Steigerung des Tourismus und somit unter anderem die „Einheit von Wirtschafts- und Sozialpolitik“ zu bewältigen. In der Verfassung der DDR von 1974 hieß es in Artikel 18: „Körperkultur, Sport und Touristik als Elemente der sozialistischen Kultur dienen der allseitigen körperlichen und geistigen Entwicklung der Bürger“. In Artikel 34 wurde dementsprechend dem Bürger ein „Recht auf Schutz seiner Gesundheit und seiner Arbeitskraft“ eingeräumt. „Die Förderung der Körperkultur, des Schul- und Volkssports und der Touristik“ zählte zu den dafür zu schaffenden Voraussetzungen. Trotzdem wurde im November 1974 das Komitee aufgelöst. Dessen Aufgaben übernahm das von der FDJ eingerichtete Jugendreisebüro „Jugendtourist“.

## Vorsitzende
- 1962 Fritz Kirchhof

## Quelle
- Andreas Herbst u. a.: So funktionierte die DDR. Lexikon der Organisationen und Institutionen. Rowohlt Taschenbuch Verlag 1994, (S. 1522)